# Кигве
Кигве (англ. Kigwe) (V век) — святая дева. День памяти — 8 февраля.
Святую Кигве или Кеве (Kewe), или Сиви (Ciwi), или Кует (Kuet), или Кивере (Kywere) иногда отождествляют со святой Сиви, жившей VI или VII веке и почитаемой в Монмутшире. Её не следует путать со св. Кохой (Cuach), кормилицей ирландского святого Киарана, память 5 марта). Она является покровительницей селения Сент Кью (Saint Kew) в Корнуолле, ранее называвшегося Докко (Docco) в честь святого Конгара (память 13 февраля), монастырь которого был разрушен ещё в первом тысячелетии. Св. Кигве сменила его в качестве покровителя не позднее XIV века.
Согласно Роскарроку, св. Кигве была сестрой св. Конгара, однако, когда она посетила своего брата в его келье отшельника, то «…он не принимал её до тех пор, пока не увидел, как дикий кабан чудесным образом подчинился ей, после чего он был ею обращён, поскольку она явила редкие добродетели и святость, и после смерти её стали почитать как святую и освящать храмы во её имя…».
Её имя также пишут как Ciwg, Cwick, Kigwoe и т. д. Она упоминается в Эксетерском Мартирологе и в валлийских календарях.